# Oswald Thomsen
Oswald Heinrich Thomsen (ur. 20 maja 1897, zm. w 1986) – niemiecki żeglarz, olimpijczyk.
Na regatach rozegranych podczas Letnich Igrzysk Olimpijskich 1928 wystąpił w klasie 6 metrów zajmując 9. pozycję. Załogę jachtu Pan tworzyli również Anton Huber, Carl Wentzel, Erich Laeisz i Hans Paschen.